# Enrique Arellano
Enrique Arellano fue un actor y director de teatro que nació en Madrid, España el 2 de octubre de 1876 y falleció en Ituzaingó, Argentina el 23 de agosto de 1945 realizando en este país desde su juventud una larga carrera profesional en este país durante la cual además de actuar en el teatro y en el cine sin sonido dirigió importantes compañías teatrales, incluidas algunas creadas por él.

## Antecedentes familiares
Era hijo del actor Francisco Arellano y fue llevado por su familia a Montevideo cuando tenía tres años. Su padre era el actor Francisco Arellano y su madre la profesora de piano Margarita Gorostiza. En 1893 se radicó en Buenos Aires y si bien se inclinaba por estudicar filosofía y letras finalmente estudió de farmacéutico pero nunca ejerció como tal y hablaba francés e inglés. 

## Actividad profesional
Trabajó de apuntador en una compañía modesta de teatro y en 1898 se produce su debut formal como actor en el Teatro de la Zarzuela contratado por Mariano Galé como galán de su compañía que representabacomedias y dramas españolas y al año siguiente actuó en el Teatro Mayo. En 1903 estuvo entre los integrantes de la compañía de los hermanos Celestino, Alcides y Antonio Petray que con la pieza Electra inauguraron el teatro Nacional Norte, compañía en la que revistaban además Guillermo Battaglia, Ada Cornaro, Camila Cornaro, Concepción Aranaz, Pepito Petray, Segundo Pomar y Luis Vittone con la dirección artística de Ulises Favaro. En 1905 estuvo con Gerónimo Podestá y entre sus papeles destacados se destacan los cumplidos en Locos de verano de Gregorio de Laferrere, Marco Severi de Roberto J. Payró y Amalia en una adaptación de la novela homónima de José Mármol realizada por Julio Castellanos.
En 1906 armó su propia compañía donde revistaba, entre otros, Ángela Tesada. Después de recorrer con su compañía varios países extranjeros hizo una gira por las provincias argentinas pero tuvo que luchar contra problemas de índole económica, si bien en la faz artística su carrera fue exitosa. Entre 1909 y 1924 se unió con Ángela Tesada, para formar una compañía, salvo algunos intervalos en los que no trabajaron juntos, que se llamó alternadamente Arellano-Tesada y Ángela Tesada-Enrique Arellano. El año de su fundación hicieron extensas giras por las provincias, desde Bahía Blanca al Sur hasta San Miguel de Tucumán al Norte y en los dos años siguientes actuaron en Montevideo. En 1913 la compañía trabajó en el Teatro BUenos Aires con un elenco joven en el que estaban Pancho Aranaz, Rosa Catá, Felisa Mary, Enrique Muiño y Silvia Parodi. En 1915 Arellano se incorporó a la Compañía Dramática Rioplatense que dirigía Alfredo Duhau y en la que entre otros revistaban Camila y Héctor Quiroga, Ada Cornaro, Elías Alippi, Pancho Aranaz, Rosa Catá, Matilde Rivera, Enrique de Rosas y, para el final de fiesta, el dúo Gardel-Razzano, que realizó con poca fortuna una gira por Río de Janeiro y San Pablo. En 1914 retornó con Tesada a actuar en el Teatro Nuevo pero en los años siguientes estuvo con papeles de jerarquía en otras compañías, tales como la compañía Orfilia Rico-Pablo Podestá en 1918 en el Teatro Olimpo de La Plata, en 1919 estuvo con la compañía Orfilia Rico dirigida por Julio Sánchez Gardel, en el Teatro Nuevo y al año siguiente con Rico en la misma sala.
En 1921 se reunió con Tesada bajo el rubro Compañía Ángela Tesada-Enrique Arellano para actuar en el Teatro Apolo. En 1922 viajó a España como primer actor acompañado por Camila Quiroga y a su regreso en 1923 se presentó en el Teatro Maipo con una compañía que se anunciaba "Compañía Argentina de Comedias Enrique Arellano, primera actriz Ángela Tesada".
Fue aplaudido en 1923 por su interpretación de Juan Manuel de Rosas en la obra La Divisa Punzó, la única de autoría de Paul Groussac, que estrenó en el teatro Odeón la Compañía Dramática Argentina de Camila Quiroga con la presencia del autor en la sala. Al año siguiente vuelve a trabajar con Tesada en el Maipo y con Camila Quiroga en el Odeón, en 1925 lo hace en el Smart con la Gran Compañía Argentina Enrique Arellano con los actores todavía no muy conocidos Benita Puértolas y Miguel Gómez Bao, en 1926 actuó en el teatro Ideal realizando una temporada de teatro dramático y de vanguardia y en 1927 trabajó en el Teatro Coliseo en la Compañía Argentina de Comedias dirigida por Argentino Gómez junto a la actriz Olga Casares Pearson, muy popular en la radiofonía. Ese año viajó a España y durante dos años trabajó en compañías de ese país en obras españolas y también algunas argentinas, de las cuales Barranca abajo fue la última antes de regresar a Argentina.
En 1930 dirigió en el teatro 25 de mayo la Compañía Argentina de Dramas y Comedias al par que actuaba en sus obras en el teatro Buenos Aires con la Compañía de Dramas y Comedias junto a Milagros de la Vega como primera actriz, Herminia Mancini y Carlos Perelli, estrenando Liborielo y, al año siguiente, El Peregrino, además de otras obras, recordándose el éxito 402 representaciones- con Fray Milonga de Mario Flores. Al mismo tiempo dirigía la Compañía Argentina de Sainetes y Comedias que contaba con la participación de grandes figuras de la escena como Pepe Arias, Gregorio Cicarelli, Juan Dardés y Pepita Muñoz con la que puso en escena obras de ambiente rural y referidas al arrabal porteño. Ese año 1932 dirigió la Compañía Argentina de Comedia Paulina Singerman. Durante varias temporadas a partir de 1932 dirigió la Compañía Nacional de Comedias y Gran Gignol y actuó con obras francesas como El jardín de los suplicios de Octave Mirbeau y A las puertas de la dicha. En 1936 se desempeñó en la compañía César y Pepe Ratti como director de escena y obtuvieron un rotundo éxito con La virgencita de madera de Ricardo Hicken y más adelante dirigió la compañía de Fanny Brena. Entre sus últimas actuaciones se recuerdan especialmente la obra Fin de jornada - Journey's end- de Robert Cedric Sheriff y fue alabada por la crítica su puesta en 1929 con la Compañía Dramática Argentina de La garra.
Ya retirado del teatro, Enrique Arellano intervino en los siguientes filmes:Los locos del cuarto piso (1937), El diablo con faldas (1938), Noches de Carnaval (1938) y Ambición (1939)
Enrique Arellano falleció en Ituzaingó, provincia de Buenos Aires, el 23 de agosto de 1945.

## Valoración
Francisco Bastardi opinó de Arellano:

”unía a su brillante desempeño de intérprete, una singular condición de director y maestro de la escena. Durante su larga actuación artística poco sentó sus reales en la Capital Federal, pero sus temporadas en el interior del país, que lo recorrió hacia los cuatro puntos cardinales en épocas difíciles, dejaron bien sentado su prestigio de artista y de gran emprendedor.”

En la nota necrológica del Boletín de Argentores se expresaba:

"He aquí un actor. El primer actor con modales, con cultura, con sabiduría escénica, que triunfó en nuestro teatro allá en los años en que el escenario era la nueva modalidad del elenco circense. Nunca tuvo la elegancia de Ducasse pero sí más fervor dramático en los tonos de su registro vocal. Decía naturalmente bien, tenia sabia colocación en el escenario, usaba recursos depurados, ea un comediante con mayúscula."